# Marlin Skiles
Pour les articles homonymes, voir Skiles.

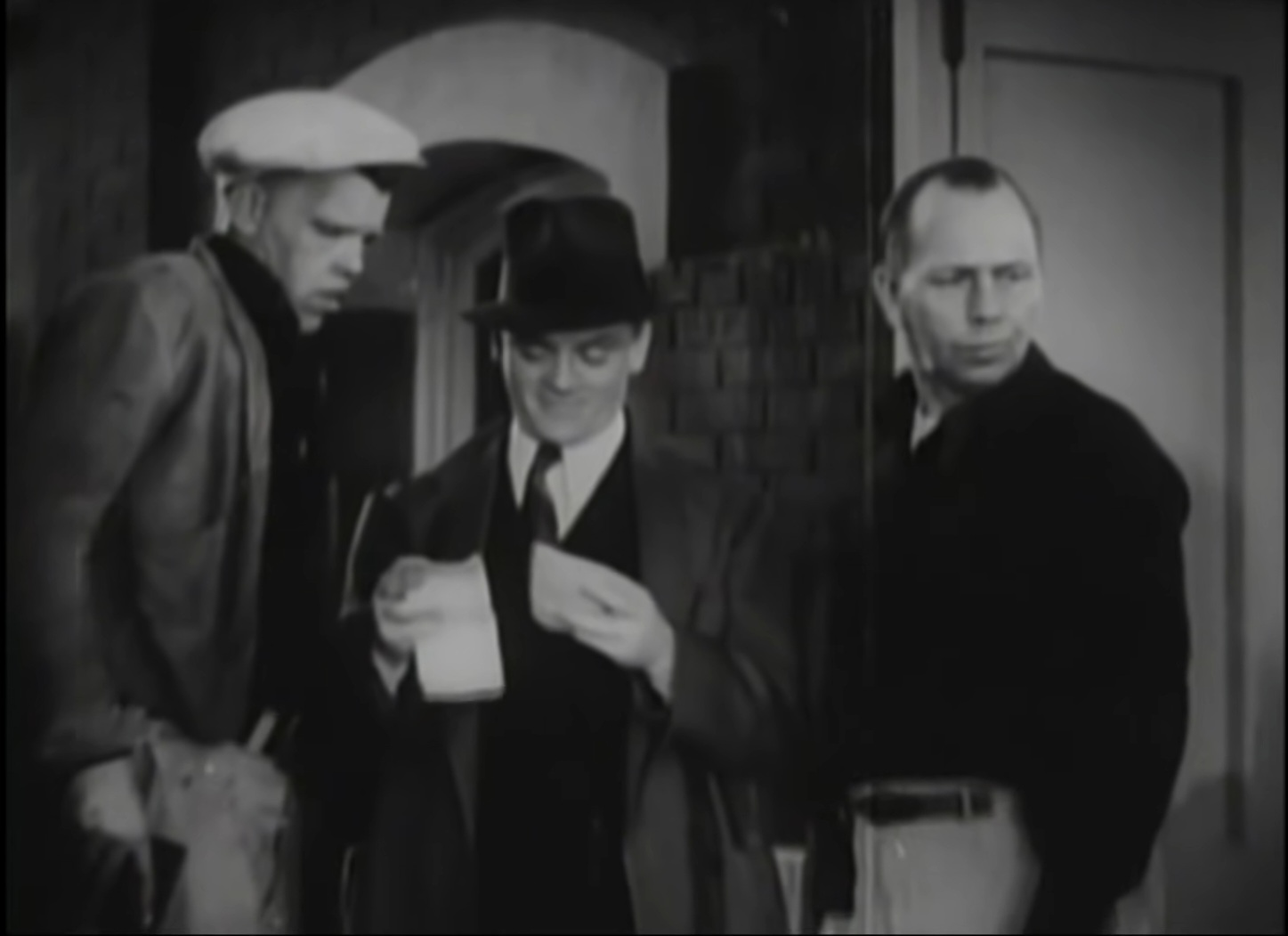
Ennemis publics (1936),
avec James Cagney au centre

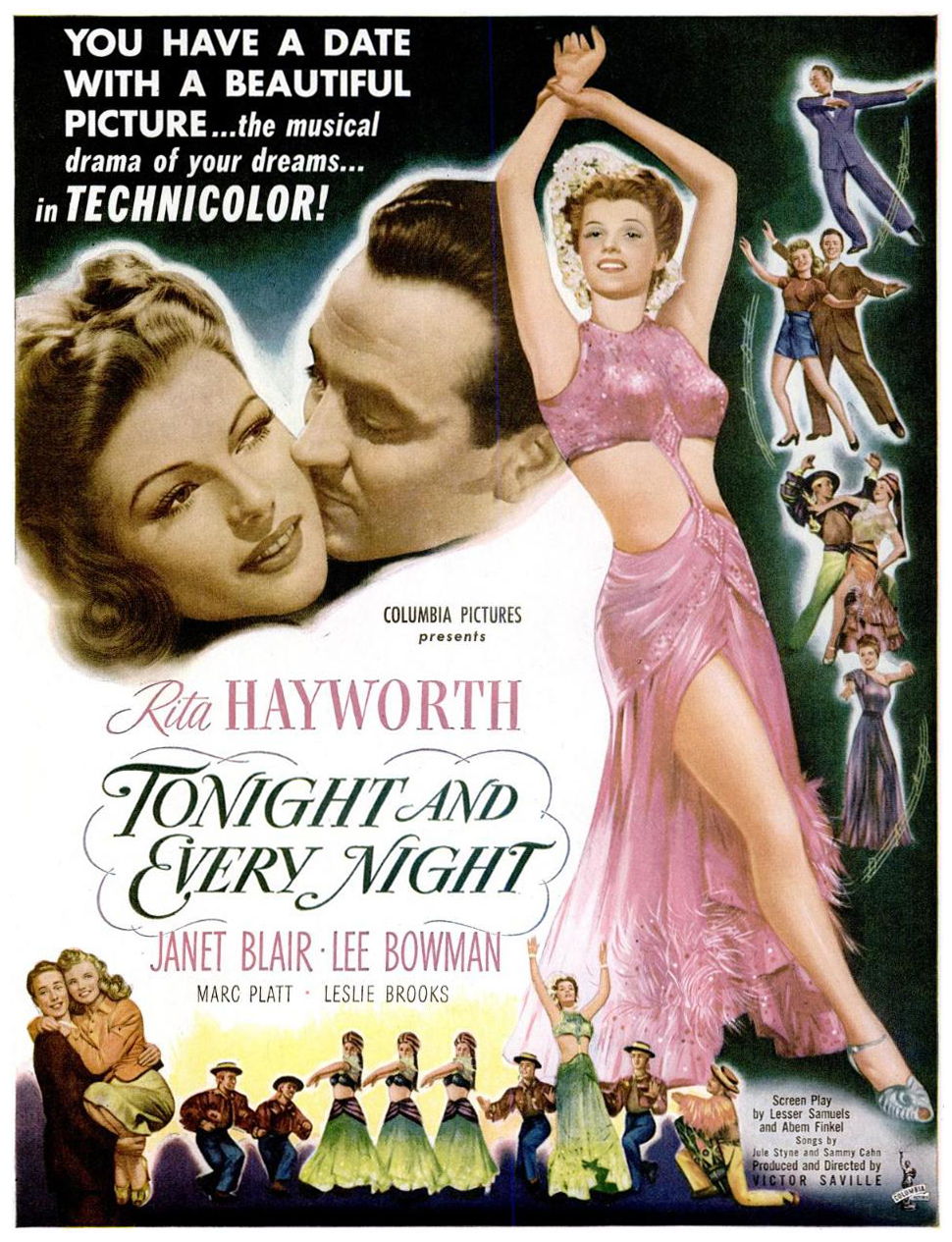
Cette nuit et toujours (1945)

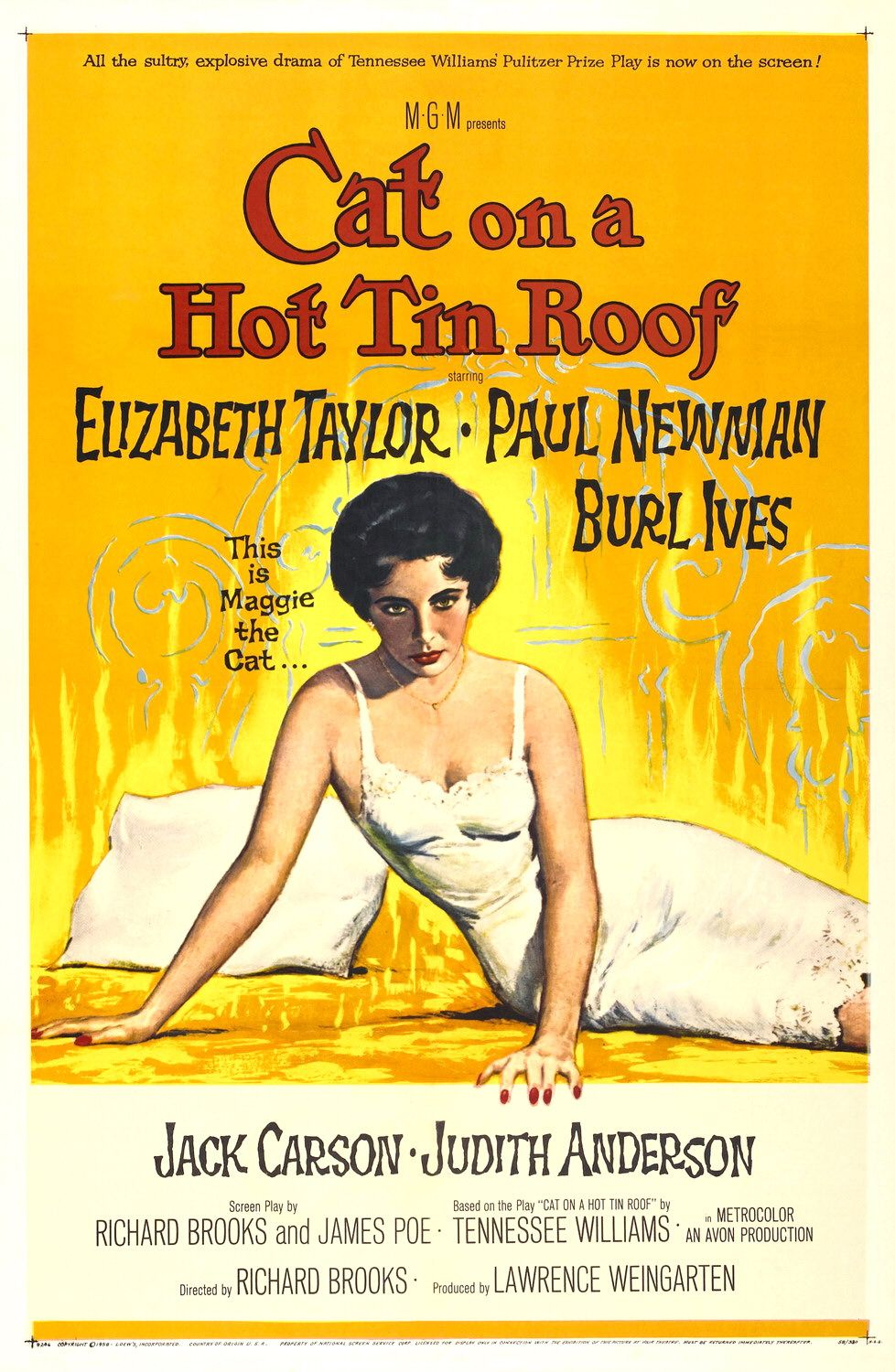
La Chatte sur un toit brûlant (1958)

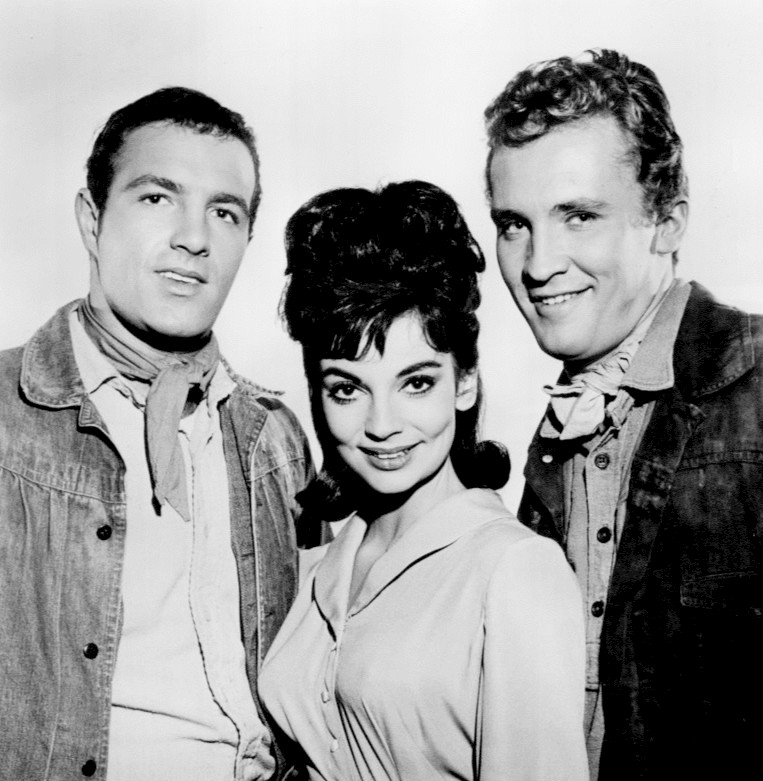
Série Les Aventuriers du Far West, épisode Shadow of Violence (1963), avec James Caan, Karyn Kupcinet et Roy Thinnes (de g. à d.)

Marlin Henderson Skiles, né le 17 décembre 1906 à Harrisburg (Pennsylvanie) et mort le 1er mai 1981 à San Diego (Californie), est un compositeur, arrangeur, orchestrateur et chef d'orchestre américain.

## Biographie
Dès le début des années 1930, Marlin Skiles intègre l'industrie du cinéma américain, une de ses premières musiques de films (non créditée) étant pour Tribunal secret de George W. Hill (1931). Parmi ses films notables comme compositeur, mentionnons Ennemis publics de John G. Blystone (1936) et La Chatte sur un toit brûlant de Richard Brooks (1958). On lui doit aussi les musiques de nombreux westerns, dont New Mexico de Sam Peckinpah (1961) et Duel au Colorado de Frank McDonald (1963). Son dernier film sort en 1971.
Ses arrangements musicaux pour Cette nuit et toujours de Victor Saville (1945) lui valent en 1946 une nomination à l'Oscar de la meilleure musique de film (catégorie Adaptation d'un film musical). Et comme directeur musical, citons Gilda de Charles Vidor (1946). 
Il travaille également à la télévision américaine sur quelques séries, principalement celle de western Les Aventuriers du Far West (cent-quatre épisodes, 1962-1970).
Marlin Skiles meurt en 1981, à 74 ans.

## Filmographie partielle
(compositeur, sauf mention contraire ou complémentaire)

### Cinéma
- 1915 : Carmen de Cecil B. DeMille
- 1931 : Tribunal secret (The Secret Six) de George W. Hill
- 1936 : L'Appel de la folie (College Holiday) de Frank Tuttle
- 1936 : Bonne Blague (Wedding Present) de Richard Wallace
- 1936 : Ennemis publics (Great Guy) de John G. Blystone (+ orchestrateur)
- 1942 : Le Mystérieux Docteur Broadway (Dr. Broadway) d'Anthony Mann (orchestrateur)
- 1942 : Blue, White and Perfect d'Herbert I. Leeds
- 1942 : Espionne aux enchères (The Lady Has Plans) de Sidney Lanfield (orchestrateur)
- 1942 : Secrets of the Underground de William Morgan
- 1943 : Fille d'artistes (Nobody's Darling) d'Anthony Mann
- 1943 : La Ruée sanglante (In Old Oklahoma) d'Albert S. Rogell (musique additionnelle)
- 1944 : The Impatient Years d'Irving Cummings
- 1944 : My Best Gal d'Anthony Mann
- 1945 : Hitchhike to Happiness de Joseph Santley
- 1945 : She Wouldn't Say Yes d'Alexander Hall
- 1945 : Cette nuit et toujours (Tonight and Every Night) de Victor Saville (arrangeur)
- 1946 : Ses premières ailes (Gallant Journey) de William A. Wellman
- 1946 : Gilda de Charles Vidor (direction musicale)
- 1946 : Le Roman d'Al Jolson (The Jolson Story) d'Alfred E. Green
- 1947 : En marge de l'enquête (Dead Reckoning) de John Cromwell
- 1947 : Honni soit qui mal y pense (The Bishop's Wife) d'Henry Koster (orchestrateur)
- 1947 : Traquée (Framed) de Richard Wallace
- 1948 : Du sang dans la sierra (Relentless) de George Sherman
- 1949 : The Adventures of Sir Galahad de Spencer Gordon Bennet (serial)
- 1950 : Trahison à Budapest (Guilty of Treason) de Felix E. Feist (orchestrateur)
- 1951 : Destination Mars (Flight to Mars) de Lesley Selander
- 1951 : Une vedette disparaît (Callaway Went Thataway) de Melvin Frank et Norman Panama
- 1952 : Aladdin et sa lampe (Alladin and His Lamp) de Lew Landers
- 1952 : L'Escadrille de l'enfer (Flat Top) de Lesley Selander
- 1952 : The Rose Bowl Story de William Beaudine
- 1952 : Les Vainqueurs de Corée (Battle Zone) de Lesley Selander
- 1952 : Hiawatha de Kurt Neumann
- 1953 : The Maze de William Cameron Menzies
- 1954 : Le Défi des flèches (Arrow the Dust) de Lesley Selander (+ direction musicale)
- 1954 : Pride of the Blue Grass de William Beaudine
- 1955 : An Annapolis Story de Don Siegel
- 1956 : La Caravane des hommes traqués (Canyon River) d'Harmon Jones
- 1957 : My Gun is Quick de Victor Saville
- 1958 : Fort Massacre de Joseph M. Newman
- 1958 : La Chatte sur un toit brûlant (Cat on a Hot Tin Roof) de Richard Brooks
- 1958 : Le Desperado des plaines (Cole Younger, Gunfighter) de R. G. Springsteen
- 1961 : New Mexico (The Deadly Companions) de Sam Peckinpah
- 1963 : Duel au Colorado (Gunfight at Comanche Creek) de Frank McDonald
- 1965 : Space Probe Taurus de Burt Topper
- 1965 : Le Tueur de Boston (The Strangler) de Burt Topper
- 1968 : Dayton's Devils de Jack Shea

### Télévision
(séries)
- 1961 : Monsieur Ed, le cheval qui parle (Mister Ed), saisons 1 et 2, 28 épisodes (musique additionnelle)
- 1962-1970 : Les Aventuriers du Far West (Death Valley Days), saisons 10 à 18, 104 épisodes

## Distinction
- 1946 : Nomination (partagée avec Morris Stoloff) à l'Oscar de la meilleure musique de film, catégorie Adaptation d'un film musical, pour Cette nuit et toujours